# 海南外国语职业学院

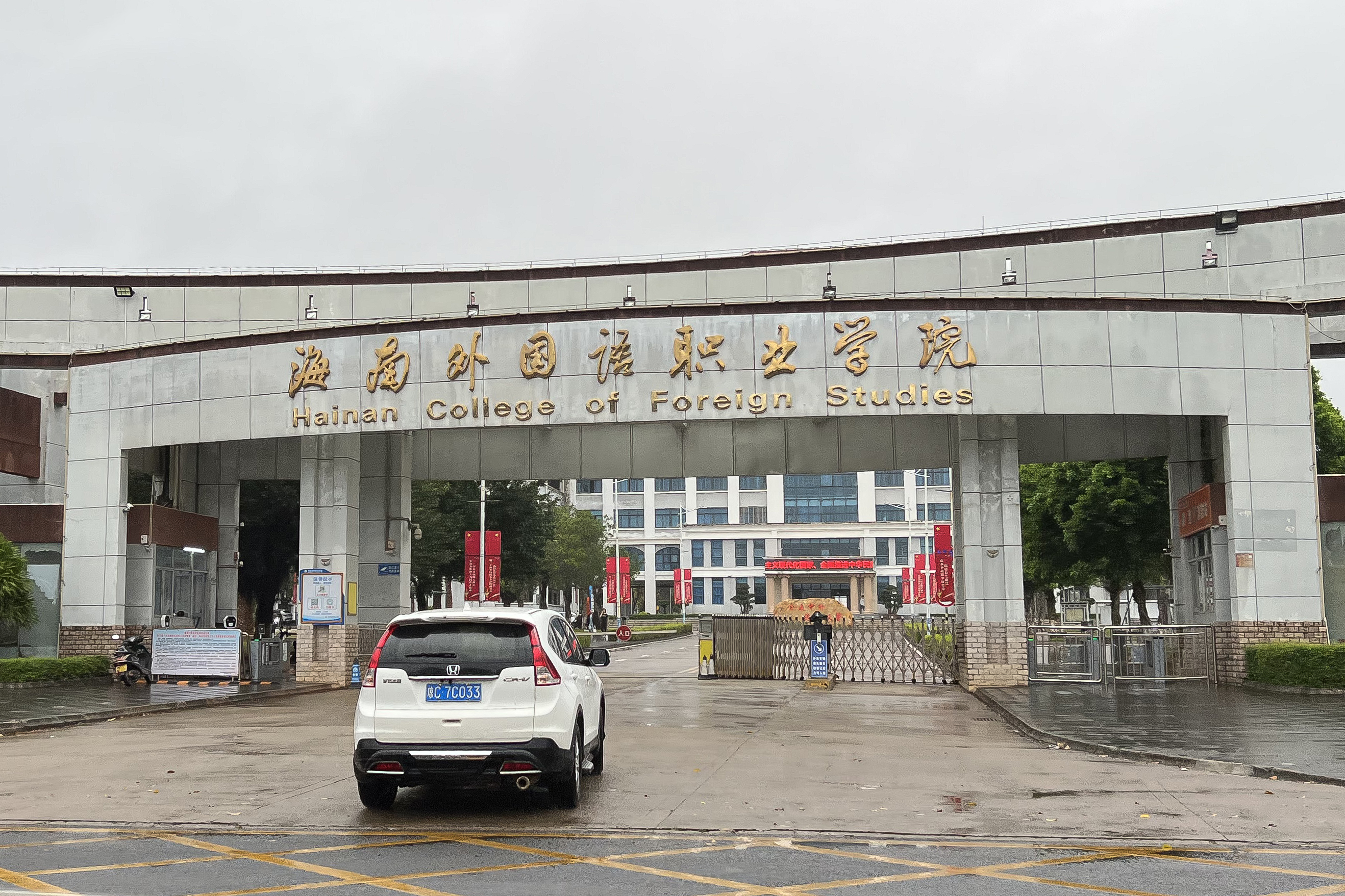
校门

海南外国语职业学院，简称海外院，是中华人民共和国的一所全日制专科公办省属普通高等职业学校，位于海南省文昌市。
2003年6月，海南外国语师范学校升格为海南外国语职业学院。该校声称其办学历史可以追溯至1947年创办的文昌子文简易师范学校。